# Kirti Tsenshab Rinpoché
Ne doit pas être confondu avec Kirti Rinpoché.
Kirti Tsenshab Rinpoché (1926-2006) est né en 1926 dans l’Amdo, région Est du Tibet.

## Biographie
À l'âge de huit ans, il a été reconnu par le 10e Kirti Rinpoché comme la 1re réincarnation de Khensur Kramcho Phuntsog, un ancien abbé du monastère de Kirti dans l’Amdo, au Tibet. 
À l'âge de neuf ans, Rinpoché a pris les vœux de moine bouddhiste.
En 1941, à quinze ans, il a reçu une première fois l’initiation au tantra de kalachakra.
En 1955, à vingt-neuf ans, il est nommé abbé de Taktsang Lhamo (monastère de Kirti dans l’Amdo). Un an plus tard il a fait le difficile voyage à Lhassa et poursuit ses études au  monastère de Drepung. Il évite ainsi l'instabilité politique du secteur de l'Amdo, imputée aux chinois. 
Durant cette période, il est devenu tsen-shab (partenaire de débat) de Kirti Rinpoché : il débat avec lui et reçoit ses enseignements quotidiens.
En 1959, après s’être échappé du Tibet en compagnie du 14e dalaï-lama, Kirti Tsenshab Rinpoché enseigne aux orphelins tibétains aux Villages d'enfants tibétains de Dharamsala, en Inde.
À l'âge de quarante-cinq ans, il entame une retraite méditative de quinze ans dans un petit ermitage en pierre au-dessus de Dharamsala, « assez grand pour un lit, les prosternations, et un poêle ». Il consacre sept ans à la méditation bouddhique sur le Lam Rim et trois ans sur le Lojong (sept points de l'entraînement de l'esprit). Il ne consacre que deux ans à la génération du tantra et l’accomplissement des étapes de méditation.
Les trois dernières années, Rinpoché récapitule l’ensemble. Rinpoché est sorti de sa retraite sur demande expresse du dalaï-lama : il lui a demandé d’enseigner.
Rinpoché était un détenteur très important de la tradition du kalachakra : après l'invasion chinoise, il était le seul maître vivant à tenir encore la lignée rare du Vimalaprabha, le commentaire le plus important sur le tantra de kalachakra. 
C'est à ce titre qu'il était aussi professeur du dalaï-lama.
Rinpoché a enseigné dans de nombreux pays, comme l'Inde, l'Australie, l'Allemagne, les Pays-Bas, Hong Kong, l'Italie, la Nouvelle-Zélande, Singapour, Taïwan, les États-Unis, la Russie, le Brésil, le Venezuela, Porto Rico, la Colombie,. Il a ainsi dispensé au total quelque 21 initiations au Kalachakra.
Rinpoché fut aussi un des professeurs de Mogchok Rinpoché, un maître tibétain résidant en France.
Rinpoché est mort  le 16 décembre 2006.